# Marius Cheregi
Marius Cheregi est un footballeur roumain né le 4 octobre 1967 à Arad.

## Carrière
- 1985–1989 : UT Arad ( Roumanie)
- 1989–1990 : FC Bihor Oradea ( Roumanie)
- 1990–1993 : Dinamo Bucarest ( Roumanie)
- 1993–1994 : Cercle Bruges  ( Belgique)
- 1993–1995 : Samsunspor (prêt) ( Turquie)
- 1995–1996 : Dinamo Bucarest ( Roumanie)
- 1996–1997 : FC Brașov ( Roumanie)
- 1997–1998 : Hapoel Tayibe (en) ( Israël)
- 1998–1999 : Hapoël Beer-Sheva ( Israël)
- 1999–2000 : Fehérvár/Videoton ( Hongrie)
- 2000–2003 : Ferencváros ( Hongrie)

## Palmarès

### Dinamo Bucarest
- Champion de Roumanie en 1992.

### Samsunspor
- Vainqueur de la Coupe des Balkans des clubs en 1994

### Ferencváros
- Champion de Hongrie en 2001.
- Vainqueur de la Coupe de Hongrie en 2003.